# Styela coriacea
Styela coriacea is een zakpijpensoort uit de familie van de Styelidae. De wetenschappelijke naam van de soort is voor het eerst geldig gepubliceerd in 1848 door Alder & Hancock.